# I'm from Barcelona
I'm from Barcelona är en svensk indiepopgrupp bestående av 28 musiker från Jönköping. Emanuel Lundgren samlade under mitten av 2005 vänner och bekanta för att spela in några låtar till EP:n Sing!! med I'm from Barcelona!. Under slutet av 2005 hade en av låtarna från EP:n We're from Barcelona laddats ner från bandets webbsida över 20 000 gånger. 2006 först med en EP, Don't Give Up on Your Dreams, Buddy!, och senare under våren även ett album Let Me Introduce My Friends. We're from Barcelona är gruppens största hit.
År 2006 fick bandet utmärkelsen "Årets nykomling" på P3 Guldgalan; ett pris som röstas fram av kanalens lyssnare.

## Medlemmar

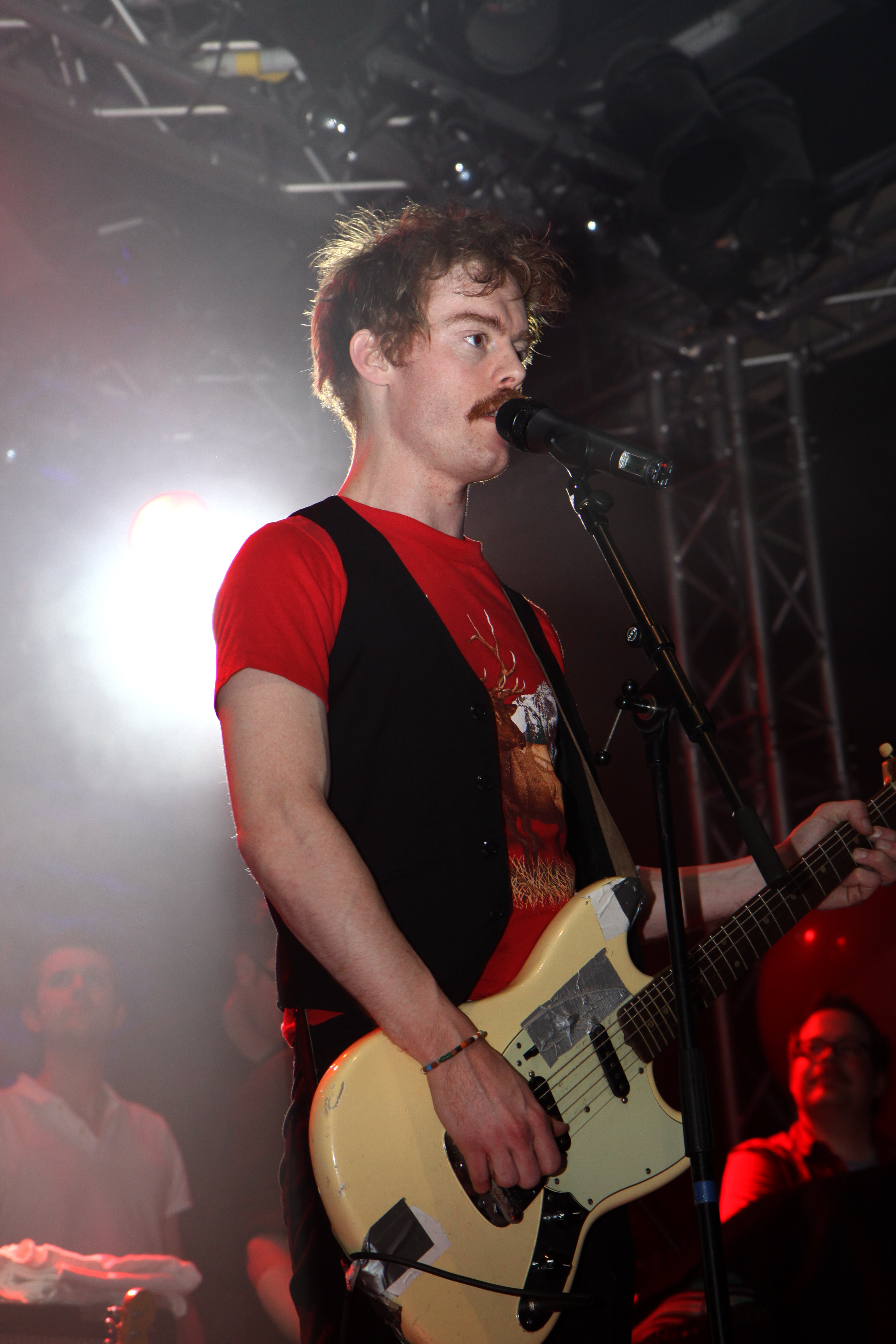
Emanuel Lundgren på scen på Sticky Fingers i Göteborg.

- Emanuel Lundgren (Initiativtagare) - sång, gitarr etc.
- Tobias Granstrand - gitarr
- Daniel Lindlöf - gitarr, banjo
- Johan Aineland - dragspel, mandolin
- Christofer Lorin - piano
- Tina Gardestrand - sång, piano
- Martin Lindh - synthesizers, klockspel
- Henrik Olofsson - bas
- Olof Gardestrand - trummor
- Philip Erixon - slagverk, sång
- Mattias Johansson - saxofon
- Fredrik Karp - saxofon
- David Ottosson - saxofon
- Jacob Sollenberg - klarinett
- Rikard Ljung - omnichord
- David Ljung - trumpet
- Jakob Jonsson - trumpet
- Erik Ottosson - tuba
- Mathias Alrikson - sång
- Marcus Carlholt - sång
- Anna Fröderberg - sång
- Micke Larsson - sång
- Johan Mårtensson - sång
- Cornelia Norgren - sång
- Jonas Tjäder - sång
- Julie Witwicki Carlsson - sång
- Emma Määttä - sång
- Frida Öhnell - sång
- Johan Viking - Hjärta & Själ[förtydliga]
- Julius Lager - Revisor

## Diskografi

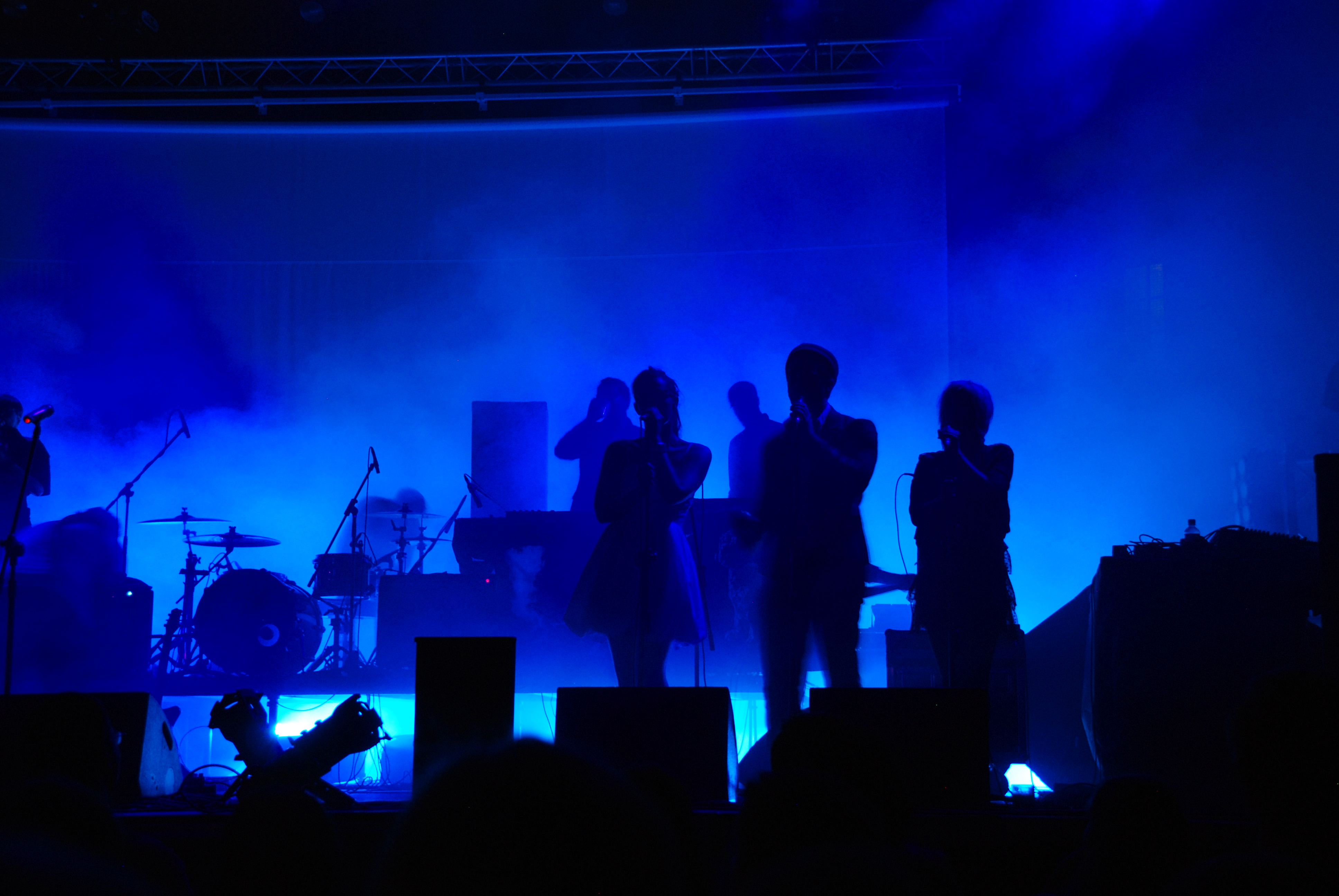
I'm from Barcelona på den nionde internationella filmfestivalen Era New Horizons, i Wrocław, Polen 2009.

### Album
- Growing Up Is For Trees (2015)
- Forever Today (2011)
- 27 Songs from Barcelona (2009)
- Who Killed Harry Houdini? (2008)
- Let Me Introduce My Friends (2006)

### EP/singlar
- Paperplanes (Singel 18 augusti
- Britney (2006)
- Treehouse (2006)
- Collection of Stamps (2006)
- Don't Give Up on Your Dreams, Buddy! (2006)
- Sing!! (2005)

## Låtar

### Forever Today
Releasedatum 19 april 2011.
1. Charlie Parker
2. Get in Line
3. Battleships
4. Always Spring
5. Can See Miles
6. Come On
7. Skipping a Beat
8. Dr. Landy
9. Game Is On
10. Forever Today

### Who Killed Harry Houdini?
Releasedatum 24 september 2008.
1. Andy
2. Paper Planes
3. Headphones
4. Music Killed Me
5. Gunhild (feat. Soko)
6. Mingus
7. Ophelia
8. Houdini
9. Little Ghost
10. Rufus

### Let Me Introduce My Friends
Let Me Introduce My Friends är gruppens debutalbum. 
Releasedatum 26 april 2006.
1. Oversleeping 2:18
2. Collection of Stamps 2:49
3. We're from Barcelona 3:02
4. Treehouse 5:02
5. Jenny 2:26
6. Ola Kala 2:39
7. Chicken Pox 3:34
8. Rec & Play 2:55
9. This Boy 3:15
10. Barcelona Loves You
11. The Saddest Lullaby
12. The Painter 3:31 Endast bonusversion
13. Glasses 2:54 Endast bonusversion

## EP och singlar

### Paperplanes
Paperplanes från albumet Who Killed Harry Houdini? (Releasedatum 18 augusti 2008.)
1. Paperplanes 2.50

### Britney
Britney som endast finns som singel. (Releasedatum 16 juli 2007.)
1. Britney 3.01

### Treehouse
Treehouse från albumet Let Me Introduce My Friends (Releasedatum 9 augusti 2006.)
1. Treehouse (Radio Edit) 3.54

### Collection of Stamps
Collection of Stamps från albumet Let Me Introduce My Friends (Releasedatum 12 april 2006.)
1. Collection of Stamps 2.45

### Don't Give Up On Your Dreams, Buddy!
Don’t Give Up On Your Dreams, Buddy! från albumet Let Me Introduce My Friends (Releasedatum 15 February 2006.)
1. We're from Barcelona 3.02
2. Treehouse 5.02
3. Ola Kala 2.37
4. The Painter 3.30

## Samarbeten
- Loney Dear medverkar på låten This Boy på I'm from Barcelonas fullängdsalbum Let me introduce my friends (2006)
- Adventure Kid och Emanuel Lundgren har gjort en tvåmansspelning under namnet I'm from Barcelona (2006)
- Adventure Kid's version av We're from Barcelona spelades som avskedslåt på I'm from Barcelona's konserter (2006 - 2008)
- Soko medverkar på låten Gunhild I'm from Barcelona's andra fullängdsalbum Who killed Harry Houdini (2008)